# Kleidotoma hexatoma
Kleidotoma hexatoma är en stekelart som beskrevs av Thomson 1862. Kleidotoma hexatoma ingår i släktet Kleidotoma, och familjen glattsteklar. Arten är reproducerande i Sverige.